# Projekt 1851
Projekt 1851 Nelma (v kódu NATO: X-ray) je lodní třída hlubokomořských jaderných ponorek sovětského a ruského námořnictva. Jejich ruské označení zní „hlubokomořské jaderné stanice“. Stanice je tvořena specializovanou miniponorkou a druhou jadernou ponorkou, která slouží jako její nosič. Umožňuje tak její utajenou přepravu a provoz. Mezi úkoly této třídy patří špionáž, vědecký výzkum, záchrana posádek ztroskotaných ponorek nebo vyzvedávání předmětů z mořského dna. Jde o sovětský ekvivalent americké jaderné ponorky NR-1. 
Po prototypové ponorce této třídy AS-23, zařazené roku 1986, byly v 90. letech dokončeny ještě dvě jednotky vylepšeného modelu projekt 18511 Halibut (v kódu NATO Paltus). Všechny ponorky byly zařazeny do Severního loďstva. Jejich provozovatelem je zpravodajskou službou GRU řízená Hlavní správa hlubokomořského výzkumu (GUGI). Jsou to první sovětské ponorky navržené pro operace z větší, mateřské ponorky.

## Stavba
Zahájení prací na vývoji hlubokomořské jaderné stanice bylo odsouhlaseno roku 1965. Předběžný návrh byl připraven do roku 1970. Na podrobném návrhu pracovala od roku 1972 konstrukční kancelář Volna (od roku 1974 součást kanceláře SPMBM Malachit). Součástí prací byl i vývoj mateřské ponorky, vzniklé přestavbou jaderné ponorky K-170 projektu 675 na verzi projekt 675N. Stavbu zajistila loděnice Leningradskoe Admiralteyskoe ob'edinenie v Leningradu. První ponorka AS-23 byla do služby zařazena roku 1986 (jiné prameny uváděly i roky 1981 a 1982). Přestavba mateřské ponorky projektu 675N proběhla již v letech 1976–1980, takže je možné, že AS-23 byla sovětským námořnictvem provozována ještě před svým oficiálním přijetím do služby. Západní zpravodajské služby se o existenci ponorky dověděly roku 1984. Na záklaě zkušeností s provozem prototypu byla vyvinuta vylepšená verze projekt 18511, od které byly postaveny ponorky AS-21 a AS-35. Do služby vstoupily v letech 1991 a 1995.
Jednotky projektu 1851:
| Jméno | Verze         | Zahájení stavby   | Spuštěna       | Vstup do služby   | Status         |
| ----- | ------------- | ----------------- | -------------- | ----------------- | -------------- |
| AS-23 | projekt 1851  | 25. září 1981     | 30. října 1983 | 30. prosince 1986 | Vyřazena 1997. |
| AS-21 | projekt 18511 | 26. prosince 1984 | 29. dubna 1991 | 28. prosince 1991 | Aktivní.       |
| AS-35 | projekt 18511 | 20. prosince 1989 | 29. září 1994  | 12. října 1995    | Aktivní.       |

## Konstrukce

### Projekt 1851
Přesné parametry ponorky jsou utajené. Ponorka je dvoutrupé koncepce. Je konstrupována pro operace z mateřské ponorky, která ji přepravuje zavěšenou pod svým trupem. Pod přídi je vybavena manipulačními rameny a přechodovou komorou pro potápěče. Pohonný systém tvoří jeden jaderný reaktor o výkonu 10 MW, pohánějící jeden lodní šroub. Je vybavena dokormidlovacím zařízením. Nejvyšší rychlost pod hladinou dosahuje 20 uzlů. Operační hloubka dosahuje 1000 metrů.

### Projekt 18511
Ponorky mají o 23 metrů prodloužený trup a téměř o polovinu (450 tun) větší výtlak pod hladinou.

## Nosiče
Projekt 675N
- KS-86 (ex BS-86, K-86, K-170) – provozována v letech 1980–1991.[2]

Projekt 667AN
- KS-411 (ex K-411) – od roku 1991.[2]

Projekt 09852
- K-329 Belgorod – ve stavbě.